# エルサレム県

東エルサレムの行政区画。薄緑はJ1地区。

エルサレム県(アラビア語: محافظة القدس)(ヘブライ語：נפת אל קודס)は、パレスチナ自治区のヨルダン川西岸地区の県。
県都は東エルサレムで、名目上の首都でもあるが、イスラエル軍に占領されている。
2014年7月1日の人口は41万1600人で、ヨルダン川西岸地区の14.8%を占め、11県中2位。
面積は335km²で、ヨルダン川西岸地区の5.9%を占め、11県中8位。
人口密度は1228.7人/km²。

## 人口
- 1997年12月10日：32万8601人
- 2007年12月1日：36万3649人
- 2014年7月1日：41万1600人

## 隣接県
- 北：ラマッラー・アル＝ビーレ県
- 北東：エリコ県
- 東：死海
- 南：ベツレヘム県
- 西：エルサレム地区

## 主要都市
人口は2014年7月1日の値。
- 東エルサレム：25万5700人(県都)(イスラエル占領下の名目上の首都)

## 歴史

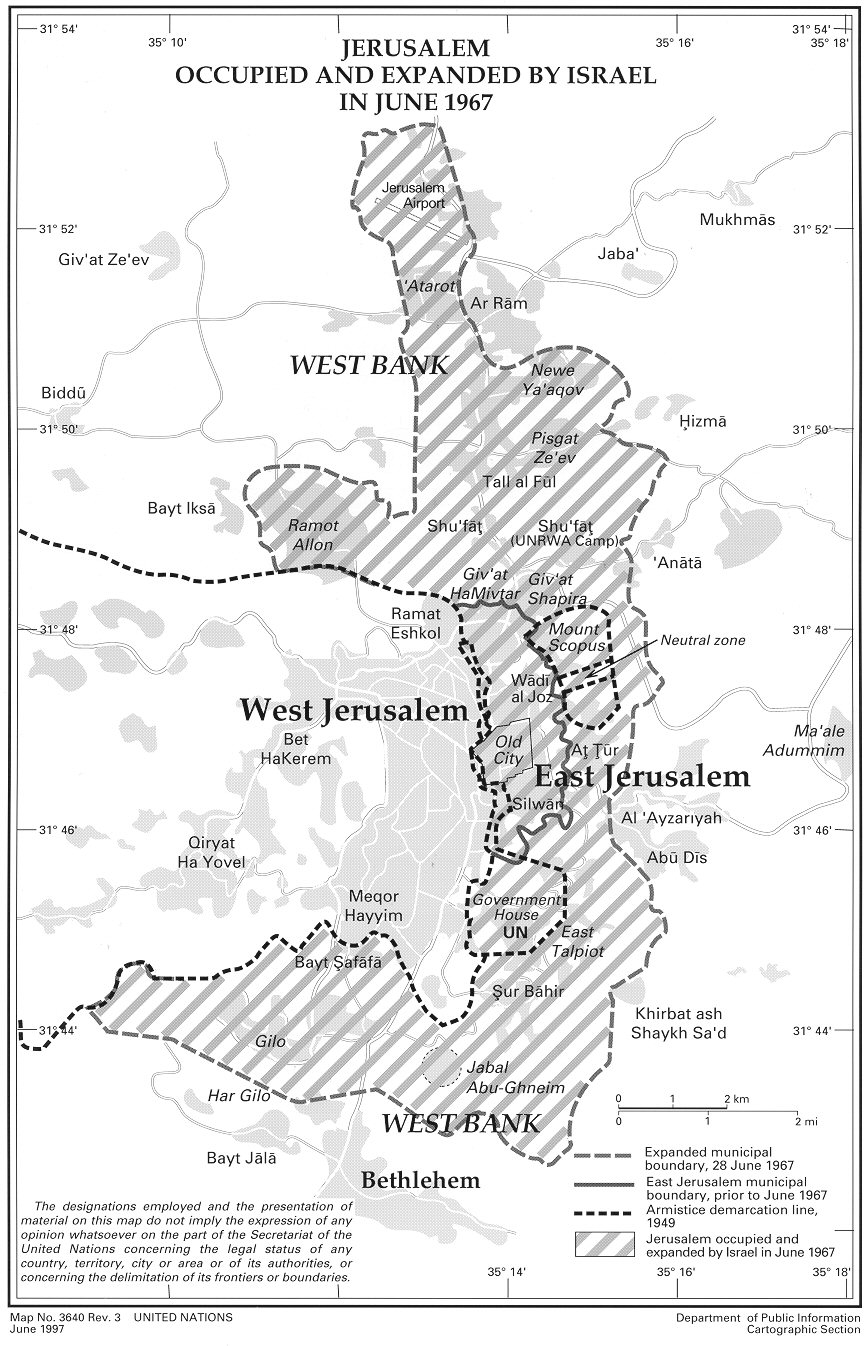
1967年にイスラエルが併合したエルサレムの行政区画

1948年 - 1949年の第一次中東戦争の後、エルサレムは分割された。
西エルサレムはイスラエルが、旧市街を含む東エルサレムをヨルダンが占領した。
1967年の第三次中東戦争で、イスラエルはヨルダン川西岸地区全域を占領し、東西エルサレムを統一した。

## 政治
パレスチナ立法評議会の選挙区（エルサレム県選挙区、定数4）は東エルサレムを含み、在住のパレスチナ人は選挙権・被選挙権を有する。2018年からアドナン・ガイスが県知事を務めている。